# 普羅克勒斯
普羅克勒斯（希臘語：Προκλῆς）是傳說中的斯巴達國王，阿里斯多德穆斯之子、歐里森尼斯的雙胞胎兄弟，歐里龐提德家族的始祖。他去世後，其子蘇斯繼位。